# Sankt Marein bei Knittelfeld
Sankt Marein bei Knittelfeld  är en ort i kommunen Sankt Marein-Feistritz i distriktet Murtal i förbundslandet Steiermark i Österrike. Sankt Marein bei Knittelfeld var tidigare en självständig kommun, men blev den 1 januari 2015 en del av kommunen Sankt Marein-Feistritz.
Kommunen bestod av tolv orter (Ortschaften) (inom parentes invånarantal 1 januari 2024):

- Feistritzgraben (0)
- Fentsch (121)
- Fressenberg (46)
- Greith (100)
- Hof (85)
- Kniepaß (8)
- Laas (56)
- Mitterfeld (13)
- Prankh (109)
- Sankt Marein bei Knittelfeld (313)
- Sankt Martha (191)
- Wasserleith (119)